# Тарвасйокі (річка)
Тарвасйо́кі — у провінції Південно-Західна Фінляндія найбільша притока річки Паіміонйокі, яка впадає в Архіпелагове море.
Річка бере початок у озері Мустаярві в колишній громаді Мелліля в Лоймаа, протікає через парафії Рагкіо, Кюре і Карінайнен в колишній громаді Карінайнен в Пьовтюя і зливається з річкою Паіміонйокі в центрі колишнього муніципалітету Тарвасйокі в Ліето. Довжина річки близько 14 км, а площа водозбору 139 км². Вздовж річки розташовано декілька невеликих сіл та міст. З основних доріг ділянка дороги, історична дорога та туристичний маршрут Гямеен Гяркятіе, сполучна дорога 2250, перетинає річку біля церкви Тарвасйокі, а з'єднувальна дорога 2250 знову перетинає річку двічі, на південь і на північ від парафії Карінайнен. У Горісі, Тарвасйокі, річку перетинає регіональна дорога 224, а у джерелах річки в Рагкіо її перетинає під'їзна дорога 2253.